# Hjuldampskibet Ganges
Hjuldampskibet Ganges blev købt af den engelske marine i Indien i 1845. Det var bygget i Kiddapore (Indien) i 1827 og gjorde først tjeneste i British East-Indian Company Navy. På købstidspunktet var det overført til den engelske marine.     

## Tekniske data

### Generelt
- Deplacement: Ukendt

### Armering
- Artilleri: 2 styk 12 pund kanoner, 4 styk 1 pund kanoner og 2 styk 4 pund haubitser.

## Tjeneste
- Købt 1845 til brug for den første Galathea-ekspedition under udforskningen af Nicobarerne. Hentede 40 kinesiske arbejdere i Penang og sejlede dem til Nicobarene. Ganges blev i området til bosættelsen blev opgivet og skibet blev solgt i Penang i 1848.